# S2 (항성)
S2(Source 2) 또는 S0-2는 우리 은하 중심부에 있는 강력한 전파원 궁수자리 A*를 돌고 있는 항성이다. 공전하는데, 대략 10일 정도 걸린다.

## 설명
이 별은 1995년부터 캘리포니아 대학교 로스앤젤레스와 막스 플랑크 외계물리학재단 두 군데에서 의문의 전파원 궁수자리 A*의 정체가 초대질량 블랙홀인지의 여부를 알아내기 위해 연구하고 있다. 그동안 누적된 자료에 따르면 A*의 정체는 블랙홀일 가능성이 크다. 2008년부로 S2는 1 공전주기를 마쳤다.
상기 막스 플랑크 재단 소속 천문학자 그룹은 S2의 공전 운동을 관측하여 지구로부터 이 별이 속한 은하계 중심부까지의 거리를 측정했다. 측정값은 25884 ± 1369 광년으로 나왔으며 다른 방법으로 측정한 값과 크게 다르지 않았다.
이 별은 전파원을 큰 이심률을 그리면서 돌고 있는데 전파원에 가장 가까이 접근해도 17 광시(120 천문단위, 태양~해왕성 거리의 네 배) 이하로 가까워지지 않지만 전파원의 질량이 태양의 430만 배이기 때문에 공전주기는 15.56 ± 0.35년에 불과하다. 이로부터 S2가 A*와 초근접 하였을 때의 공전속도는 초당 5000 킬로미터가 나온다. 이는 빛 속도의 1.67% 수준이다. 또한 항성에 가해지는 가속도는 대략 1.5 m/s2로 지구 표면 중력의 6분의 1 수준이다.
S2의 움직임으로부터 궁수자리 A* 근처에 있는 다른 천체들을 잡아낼 수 있을 것이다. S2의 공전궤도 정도 크기의 공간에 눈에 보이지 않는 항성 잔해들(항성질량 블랙홀, 중성자별, 백색 왜성 등)이 퍼져 있을 것으로 추측하고 있다. 이 천체들은 S2를 흔들어 케플러 궤도로부터 서서히 벗어나게 만들 것이다. 누적 관측으로 알게 된 사실 중 하나는 이들 보이지 않는 천체들의 질량을 다 합친 값이 궁수자리 A*의 1%를 넘지 않는다는 것이다.
2012년 S2보다 궁수자리 A*를 더 가까이서 도는 S0-102가 발견되었다. S0-102의 1 공전주기는 11.5년으로 S2의 15.5년보다 좀 더 짧다. S0-102는 S2에 비해 어두웠기 때문에 배경으로부터 이 별이 뿜는 적외선 신호를 구별해내는 데 시간이 걸렸다.

## 갤러리

초대질량 블랙홀인 궁수자리 A* 주위를 도는 주요 항성들의 궤도. S2는 다른 별들에 비해 공전 궤도가 작다.

## 같이 보기
- 항성 목록
- 은하 중심